# Přílepy (district de Rakovník)
Pour les articles homonymes, voir Přílepy.
Přílepy (en allemand : Brachfeld) est une commune du district de Rakovník, dans la région de Bohême-Centrale, en République tchèque. Sa population s'élevait à 213 habitants en 2020.

## Géographie
Přílepy se trouve à 7,5 km à l'ouest-nord-ouest de Rakovník et à 53 km à l'ouest-nord-ouest de Prague.
La commune est limitée par Kolešovice au nord-ouest, par Kněževes au nord et à l'est, par Senomaty à l'est et au sud, et par Pšovlky au sud-ouest.

## Histoire
La première mention écrite de la localité date de 1399.

## Transports
Par la route, Přílepy se trouve à 9,5 km de Rakovník et à 68 km du centre de Prague.